# Robert K. Weiss
Robert K. Weiss ist ein US-amerikanischer Filmproduzent, Regisseur, Drehbuchautor und Schauspieler.

## Leben
Weiss studierte an der Southern Illinois University Carbondale. 1977 begann mit Kentucky Fried Movie seine langjährige und erfolgreiche Zusammenarbeit mit Jim Abrahams und den Brüdern David Zucker und Jerry Zucker (kurz ZAZ genannt). Zusammen mit dem Regisseur des Filmes, John Landis, produzierte er 1980 mit Blues Brothers einen Kultfilm. ZAZ, die zwischenzeitlich ohne Weiss mit Die unglaubliche Reise in einem verrückten Flugzeug einen weiteren Hit gelandet hatten, holten ihn 1982 für die Fernsehserie Die nackte Pistole mit Leslie Nielsen in der Hauptrolle als Produzenten zurück. Der Serie war trotz enormen Potentials kein Erfolg beschieden, und nach sechs Folgen wurde sie bereits wieder eingestellt. Zunächst trennten sich die Wege von ZAZ und Weiss wieder.
Mitte der 1980er Jahre begann Weiss auch als Regisseur zu arbeiten. Er drehte mehrere Musikvideos für Weird Al Yankovic, die er auch schrieb und produzierte. 1987 war er neben John Landis und Joe Dante einer der Regisseure des Films Amazonen auf dem Mond oder Warum die Amis den Kanal voll haben und produzierte die Komödie Schlappe Bullen beißen nicht mit Tom Hanks und Dan Aykroyd.
1988 kam es erneut zur Zusammenarbeit mit ZAZ. Basierend auf der Fernsehserie von 1982 wurde Die nackte Kanone ein weltweiter Erfolg und zog zwei Fortsetzungen nach sich. Weiss trat in allen drei Filmen in Nebenrollen auf, ebenso 1989 in UHF – Sender mit beschränkter Hoffnung mit Weird Al Yankovic, dem er wiederum Cameo-Auftritte in den Nackte Kanone-Filmen verschaffte. 1991 produzierte er den mit John Candy, Chevy Chase und Dan Aykroyd mit Top-Komikern besetzten Film Valkenvania – Die wunderbare Welt des Wahnsinns, in dem er auch eine kleine Rolle spielte. Dieser geriet jedoch zum absoluten Flop an den Kinokassen und wurde für sechs Goldene Himbeeren nominiert (darunter auch Weiss als schlechtester Produzent). Teil zwei und drei von Die nackte Kanone waren dagegen 1991 beziehungsweise 1994 wieder höchst erfolgreich.
1995 entwickelte er die Emmy-nominierte Fernsehserie Sliders – Das Tor in eine fremde Dimension und produzierte die Pilotfolge. Seit 2003 arbeitet er als Produzent wieder mit David Zucker zusammen, auf Scary Movie 3 und Scary Movie 4 folgte 2008 Superhero Movie.

## Filmografie (Auswahl)
als Produzent
- 1977: Kentucky Fried Movie (The Kentucky Fried Movie)
- 1980: Blues Brothers (The Blues Brothers)
- 1980: Die nackte Pistole (Police Squad!)
- 1983: Doctor Detroit
- 1987: Schlappe Bullen beißen nicht (Dragnet)
- 1987: Amazonen auf dem Mond oder Warum die Amis den Kanal voll haben (Amazon Women on the Moon)
- 1988: Die nackte Kanone (The Naked Gun: From the Files of Police Squad!)
- 1989: UHF – Sender mit beschränkter Hoffnung (UHF)
- 1991: Valkenvania – Die wunderbare Welt des Wahnsinns (Nothing But Trouble)
- 1991: Die nackte Kanone 2½ (The Naked Gun 2½: The Smell of Fear)
- 1994: Die nackte Kanone 33⅓ (Naked Gun 33 1/3: The Final Insult)
- 1995: Sliders – Das Tor in eine fremde Dimension (Sliders)
- 1998: A Night at the Roxbury
- 2003: Scary Movie 3
- 2006: Scary Movie 4
- 2008: Superhero Movie

als Regisseur
- 1985: The Compleat Al
- 1987: Amazonen auf dem Mond oder Warum die Amis den Kanal voll haben (Amazon Women on the Moon)
- 1988: Die nackte Kanone (Second Unit Regisseur)
- 1990: Nichts ist irrer als die Wahrheit (Crazy People) (Second Unit Regisseur)
- 1991: Die nackte Kanone 2½ (Second Unit Regisseur)
- 1994: Die nackte Kanone 33⅓ (Second Unit Regisseur)
- 1995: Sliders – Das Tor in eine fremde Dimension

als Schauspieler
- 1977: Kentucky Fried Movie
- 1988: Die nackte Kanone
- 1989: UHF – Sender mit beschränkter Hoffnung
- 1990: Nichts ist irrer als die Wahrheit
- 1991: Valkenvania – Die wunderbare Welt des Wahnsinns
- 1991: Die nackte Kanone 2½
- 1994: Die nackte Kanone 33⅓

## Auszeichnungen (Auswahl)
- 1992: Goldene-Himbeere-Nominierung für Valkenvania – Die wunderbare Welt des Wahnsinns
- 1995: CableACE-Nominierung für Dream On